# Leptostraca

1. Anténula, 2. Rostro, 3. Caparazón, 4. Abdomen, 5. Furca, 6. Telson, 7. Pleopodio, 8. Antena, 9. Toracopodio, 10. Ojo

Los leptostráceos (Leptostraca) son un orden de crustáceos malacostráceos,
el miembro más conocido de la cual es el género Nebalia. 

## Especies
| Species                     | Authority                      | Date | Family          | Distribution                                         |
| --------------------------- | ------------------------------ | ---- | --------------- | ---------------------------------------------------- |
| Nebaliopsis typica          | Sars                           | 1887 | Nebaliopsididae | Hemisferio Sur                                       |
| Pseudonebaliopsis atlantica | Petryachov                     | 1996 | Nebaliopsididae | Atlántico Norte                                      |
| Nebalia antarctica          | Dahl                           | 1990 | Nebaliidae      | Antarctica                                           |
| Nebalia bipes               | Fabricius                      | 1780 | Nebaliidae      | Arctico y subArctico                                 |
| Nebalia borealis            | Dahl                           | 1985 | Nebaliidae      | Noreste del Océano Atlántico                         |
| Nebalia brucei              | Olesen                         | 1999 | Nebaliidae      | Tanzania                                             |
| Nebalia cannoni             | Dahl                           | 1990 | Nebaliidae      | Georgia del sur                                      |
| Nebalia capensis            | Barnard                        | 1914 | Nebaliidae      | Sudáfrica                                            |
| Nebalia clausi              | Dahl                           | 1985 | Nebaliidae      | Italia                                               |
| Nebalia dahli               | Kazmi & Tirmizi                | 1989 | Nebaliidae      | Pakistán                                             |
| Nebalia daytoni             | Vetter                         | 1996 | Nebaliidae      | California                                           |
| Nebalia falklandensis       | Dahl                           | 1990 | Nebaliidae      | Islas Malvinas                                       |
| Nebalia geoffroyi           | Milne-Edwards                  | 1828 | Nebaliidae      | Noreste de Océano Atlántico                          |
| Nebalia gerkenae            | Haney & Martin                 | 2000 | Nebaliidae      | California                                           |
| Nebalia herbstii            | Leach                          | 1814 | Nebaliidae      | Noreste de Océano Atlántico                          |
| Nebalia hessleri            | Martin et al.                  | 1996 | Nebaliidae      | California                                           |
| Nebalia ilheoensis          | Kensley                        | 1976 | Nebaliidae      | Oeste de Sudáfrica                                   |
| Nebalia kensleyi            | Haney & Martin                 | 2005 | Nebaliidae      | California                                           |
| Nebalia kocatasi            | Kocak, Moreira & Katagan       | 2007 | Nebaliidae      | Mar Mediterráneo                                     |
| Nebalia lagartensis         | Escobar & Villalobos-Hiriart   | 1995 | Nebaliidae      | México                                               |
| Nebalia longicornis         | Thomson                        | 1879 | Nebaliidae      | Sur del Océano Pacífico, Sudáfrica, Mar Caribe       |
| Nebalia marerubi            | Wägele                         | 1983 | Nebaliidae      | Mar Rojo                                             |
| Nebalia patagonica          | Dahl                           | 1990 | Nebaliidae      | Patagonia                                            |
| Nebalia schizophthalma      | Haney, Hessler & Martin        | 2001 | Nebaliidae      | Oeste del Océano Atlántico                           |
| Nebalia strausi             | Risso                          | 1826 | Nebaliidae      | Noreste del Océano Atlántico, Mar Mediterráneo       |
| Nebalia troncosoi           | Moreira, Cacabelos & Dominguez | 2003 | Nebaliidae      | España                                               |
| Nebaliella antarctica       | Thiele                         | 1904 | Nebaliidae      | Kerguelen, Nueva Zelanda                             |
| Nebaliella brevicarinata    | Kikuchi & Gamô                 | 1992 | Nebaliidae      | Antarctica                                           |
| Nebaliella caboti           | Clark                          | 1932 | Nebaliidae      | Estrecho de Cabot, Nueva Jersey                      |
| Nebaliella declivatas       | Walker-Smith                   | 1998 | Nebaliidae      | Australia                                            |
| Nebaliella extrema          | Thiele                         | 1905 | Nebaliidae      | Antarctica                                           |
| Dahlella caldariensis       | Hessler                        | 1984 | Nebaliidae      | Este del Océano Pacífico                             |
| Sarsinebalia cristobi       | Moreira, Gestoso & Troncoso    | 2003 | Nebaliidae      | Noreste del Océano Atlántico                         |
| Sarsinebalia typhlops       | (Sars)                         | 1870 | Nebaliidae      | Norte del Océano Atlántico, Australia                |
| Sarsinebalia urgorrii       | Moreira, Gestoso & Troncoso    | 2003 | Nebaliidae      | Noreste del Océano Atlántico                         |
| Speonebalia cannoni         | Bowman, Yager & Iliffe         | 1985 | Nebaliidae      | Islas Turcas y Caicos                                |
| Levinebalia fortunata       | (Wakabara)                     | 1976 | Paranebaliidae  | Nueva Zelanda                                        |
| Levinebalia maria           | Walker-Smith                   | 2000 | Paranebaliidae  | Australia                                            |
| Paranebalia belizensis      | Modlin                         | 1991 | Paranebaliidae  | Belice                                               |
| Paranebalia longipes        | (Willemöes-Suhm)               | 1875 | Paranebaliidae  | Océano Atlántico, Océano Pacífico and Océano Índicos |
| Saronebalia guanensis       | Haney & Martin                 | 2004 | Paranebaliidae  | Islas Vírgenes Británicas                            |